# Работникът
„Работникът“ (на английски: A Working Man) е американски екшън трилър от 2025 г. на режисьора Дейвид Айър, който е съсценарист със Силвестър Сталоун. Филмът е адаптация на романа Levon's Trade от Чък Диксън през 2014 г. Във него участват Джейсън Стейтъм, Джейсън Флеминг, Майкъл Пеня и Дейвид Харбър.
Филмът излиза по кината в Съединените щати в разпространение от „Амазон Ем Джи Ем Студиос“ чрез „Метро-Голдуин-Майер“, а разпространител в световен мащаб е „Уорнър Брос Пикчърс“. Филмът получава смесени отзиви от критиката и генерира приходи от 79 млн. щ.д. в световен мащаб.